# آسخات ژیتکیف
آسخات ژیتکیف (انگلیسی: Askhat Zhitkeyev؛ زادهٔ ۱۳ آوریل ۱۹۸۱) جودوکار اهل قزاقستان است.